# Spathius macroradialis
Spathius macroradialis är en stekelart som beskrevs av Statz 1938. Spathius macroradialis ingår i släktet Spathius och familjen bracksteklar. Inga underarter finns listade i Catalogue of Life.